# Elisabeth (England)

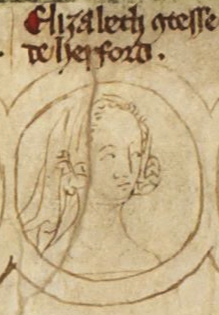
Elisabeth. Buchmalerei aus dem 14. Jahrhundert

Elisabeth, Countess of Hereford (auch Elisabeth von Rhuddlan) (* August 1282 in Rhuddlan Castle; † 5. Mai 1316) war eine englische Königstochter.

## Herkunft
Elisabeth entstammte der Familie Plantagenet. Sie war die jüngste Tochter von König Eduard I. und von dessen ersten Frau Eleonore von Kastilien. Sie wurde Anfang August 1282 während der Eroberung von Wales in Rhuddlan Castle geboren.

## Leben
Bereits früh vereinbarte ihr Vater, sie mit Johann, dem Erben von Graf Florens V. von Holland zu verheiraten. Während des Französisch-Englischen Krieges ab 1294 suchte ihr Vater Verbündete gegen Frankreich. Als Graf Florens jedoch von seinem Bündnis mit England abrückte, wurde er 1296 von rebellischen Adligen, vermutlich mit englischer Unterstützung ermordet. Sein junger Sohn und Erbe Johann erneuerte das Bündnis mit England, worauf im Januar 1297 in England seine Hochzeit mit Elisabeth stattfand. Elisabeth blieb jedoch auf Wunsch ihres Vaters zunächst weiter in England, bis sie wegen der drängenden Bitten ihres Mannes im Herbst 1297 nach Holland reiste. Nach dem Tod ihres Mannes im November 1299 kehrte sie nach England zurück, wo ihr Vater wieder für ihren Unterhalt aufkam. Am 14. November 1302 heiratete sie in Westminster Abbey den englischen Magnaten Humphrey de Bohun, 4. Earl of Hereford. Ähnlich wie bereits 1290 der Earl of Gloucester musste ihr Mann für die Heirat mit einer Königstochter mit dem König einen Vertrag schließen, in dem er seine Besitzungen dem König übergab. Nach der Heirat erhielt er seine Besitzungen dann gemeinsam  mit seiner Frau zurück, so dass Elisabeth im Falle seines Todes seine Besitzungen erhalten hätte. Anders als jedoch bei Gloucester hätte sie die Besitzungen nicht an Kinder aus einer späteren Ehe vererben dürfen. Auch nach ihrer Heirat mit Bohun lebte Elisabeth zunächst häufig am Hof ihres Vaters, bis dieser 1307 starb.

## Nachkommen
Elisabeths erste Ehe mit Johann von Holland war kinderlos geblieben. Mit ihrem zweiten Mann Humphrey de Bohun, 4. Earl of Hereford hatte sie elf Kinder:
1. Hugh de Bohun († 1305 als Kind)
2. Mary de Bohun († 1305 als Kind)
3. John de Bohun, 5. Earl of Hereford (1306–1336)
4. Humphrey de Bohun, 6. Earl of Hereford (1309–1361)
5. Edward de Bohun (um 1311–1334)
6. William de Bohun, 1. Earl of Northampton († 1360)
7. Eleanor de Bohun († 1363), ⚭ I 1327 James Butler, 1. Earl of Ormonde, ⚭ II Thomas Dagworth
8. Margaret de Bohun († 1391) ⚭ Hugh de Courtenay, 2. Earl of Devon
9. Edmund de Bohun ⚭ Maud de Bohun, 2. Baroness Segrave († um 1334)
10. Eneas de Bohun († vor 1343)
11. Isabella de Bohun († 1316)

Sie starb kurz nach der Geburt ihrer Tochter Isabella und wurde in Walden Abbey in Essex, der Familiengrabstätte der Familie Bohun beigesetzt.